# Крузейро Ешпорте Клубе
Крузейро Еспорте Клубе (на португалски: Cruzeiro Esporte Clube) е бразилски футболен клуб от Бело Оризонте. Отборът е създаден на 2 януари, 1921 г.

## История
Крузейро е създаден от италиански заселници в Бразилия и първоначалното му име е Сочиета Спортива Палестра Италия. Първите цветове на екипите са идентични с италианското знаме – зелено, червено и бяло.
През 1942 управлението на клуба поемат бразилци и се прекратяват всякакви чуждестранни елементи в отбора. Тимът получава ново име – Крузейро Еспорте Клубе. Емблемата и екипите на отбора също се променят като придобиват два основни цвята – синьо и бяло.
През 1976 и 1997 Крузейро печели Копа Либертадорес. Другите най-големи успехи на клуба са двете суперкупи на Южна Америка, четирите Купи на Бразилия (1993, 1996, 2000, 2003) и спечелването на бразилския футболен шампионат през 2003 г.

## Успехи

### Национални титли
- Шампион на Бразилия (4): 1966, 2003, 2013, 2014
- Купа на Бразилия (6): 1993, 1996, 2000, 2003, 2017, 2018
- Финалист за Купата на Бразилия (2): 1998, 2014
- Суперкупа на Бразилия (1): 2004
- Шампион на щата Минас-Жераис (38): 1926, 1928, 1929, 1930, 1940, 1943, 1944, 1945, 1956, 1959, 1960, 1961, 1965, 1966, 1967, 1968, 1969, 1972, 1973, 1974, 1975, 1977, 1984, 1987, 1990, 1992, 1994, 1996, 1997, 1998, 2002 (екстра-шампионат), 2003, 2004, 2006, 2008, 2009, 2011, 2014, 2018
- Победител в Купата Сул Минас (2): 2001, 2002

### Международни титли
- Копа Либертадорес (2): 1976, 1997
- Суперкопа Судамерикана (2): 1991, 1992
- Рекопа Судамерикана (1): 1998
- Копа де Оро (1): 1995
- Копа Мастерс (1): 1995
- Финалист в Копа Либертадорес (2): 1977, 2009
- Финалист в Суперкопа Судамерикана (2): 1988, 1996

## Прочути футболисти
| - Алекс Минейро - Алесандро де Соуса - Брито - Дида - Дирсеу Лопес - Едмундо - Джовани Елбер - Фредерико Чавес - Жоаозиньо - Рамирес | - Хуан Пабло Сорин - Керлон - Луизиао - Нелиньо - Ривалдо - Роналдо - Тониньо Серезо - Уилсон Пиаза - Клебер Джакомаци - Максуел |

## Прочути треньори
- Луис Фелипе Сколари
- Вандерлей Люксембурго
- Пауло Аутуори де Мело